# Орієнтир (видавництво)
Видавництво «Орієнтир» — перше українське видавництво, засноване ветеранами війни на сході України.
Свою місію видавництво формулює так: «Збір ідей, які найближчим часом змінять Українське суспільство».

## Історія
Видавництво розпочало свою діяльність восени 2015 року як громадська видавнича ініціатива за сприяння Цивільного Корпусу «Азов».
Засновниками видавництва стали ветерани батальйону «Азов» :
- Микола Кравченко — започаткував в батальйоні видавництво прикладної навчальної літератури
- Марко Мельник — започаткував видавництво батальйоної, а згодом полкової газети «Чорне Сонце» (припинив видання книг під брендом «Орієнтир» на початку 2018 р.)

Першими виданнями був цикл брошур класиків українського націоналізму (Микола Міхновський, Микола Сціборський , Юрій Липа, Михайло Колодзінський, Ярослав Стецько).
Ще в 2015 році видавництво розпочало публікацію спогадів ветеранів АТО у вигляді брошур (серія «Азовські спогади»). Згодом було започатковано друк збірок спогадів учасників окремих історичних подій чи військових операцій (Першогрудневого повстання 2013 року, операції з Визволення Маріуполя 2014 року, Широкинської наступальної операції 2015 року).
З 2016 році видавництво розпочало публікацію збірок класиків («Антологія Європейського Націоналізму», «Фундамент Українського Націоналізму») та окремих творів сучасників традиціоналістичного та націоналістичного спрямування (Роман Коваль, Микола Кравченко, Едуард Юрченко, Віктор Тимченко).
Видавництво є постійним учасником Львівського та Одеського книжкових форумів.
14 жовтня 2023 року видавництво «Орієнтир» стало частиною структури RAINSHOUSE. Координатором став Олексій Рейнс (позивний - «Консул»), залучений у діяльність та розвиток видавництва «Орієнтир» з 2016 року. 

## Тематичні серії книг видавництва

### Військова і революційна мемуаристика

план-схема операції по визволенню Маріуполя 13 червня 2014 р. (зображення на обкладинці книги «Визволення Маріуполя», опублікованій видавництвом «Орієнтир» у 2018 р.)

- Позивний Воланд «Вальгала-экспресс» (2016 р.)
- Позивний Вирій «Жадання фронту» (2016 р.)
- «День Провокатора» (збірка спогадів учасників (Першогрудневого повстання 2013 року, упорядник — М.Кравченко , 2016 р.)
- «Широкинська операція» (збірка спогадів учасників (Широкинської наступальної операції 2015 р., упорядник — М.Хомерікі , 2016 р.)
- «УНСО: перший посвист куль» (збірка спогадів учасників Війни у Придністров'ї 1992 р., упорядник — В.Пальчик, 2016 р.)
- Позивний Хорт «Останні посмішки Іловайська» (2017 р.)
- «Визволення Маріуполя» (збірка спогадів учасників операції з Визволення Маріуполя 2014 р., упорядник — М.Кравченко, 2018 р.)
- Вітольд Добровольський «Кров і Земля: Війна в Україні очима польського націоналіста» (2018 р.)
- Данило Михайленко «Весна, що не стала „русской“» (2018 р.)

### Новітня військова історія
- Данило Коваль «Історія Українського Криму» (брошура, 2015 р.)
- Микола Кравченко «Ідеологічна спадкоємність: Український націоналістичний рух II половини XX століття» (брошура, 2016 р.)
- Микола Кравченко «Українська Аргонавтика: закордонна діяльність УНА-УНСО у 1991—2001 рр.» (книга, 2017 р.)
- Микола Кравченко «Придністровська кампанія УНСО» (брошура, 2017 р.)
- Микола Кравченко «Чеченська кампанія УНСО» (брошура, 2017 р.)
- Микола Кравченко «Українські добровольці Грузинської громадянської війни» (брошура, 2017 р.)
- Микола Кравченко «Вільне Козацтво 1917—1918» (брошура, 2017 р.)

### Теорія українського націоналізму

збірка творів Я.Оршана, видана видавництвом «Орієнтир» у 2019 році

- Микола Міхновський «Самостійна Україна» (брошура, 2015 р.)
- Михайло Колодзінський «Українська воєнна доктрина» (брошура, 2015 р.)
- Юрій Липа «Геополітичні орієнтири Нової України» (брошура, 2015 р.)
- Ярослав Стецько «Дві революції» (брошура, 2015 р.)
- Ярослав Оршан «Доба Націоналізму» (брошура, 2015 р.)
- «Антологія європейського націоналізму» (збірка ідеологічних творів, упорядник — М.Кравченко, 2016 р.)
- «Фундамент Українського Націоналізму» (збірка ідеологічних творів, упорядник — М.Кравченко, 2016 р.)
- Микола Сціборський «Націократія» (2016 р.)
- Ярослав Оршан «Доба Націоналізму» (збірка ідеологічних матеріалів, 2019 р.)

### Традиціоналістична філософія
- Роман Коваль «Філософія Сили» (2016 р.)
- Платон «Держава» (2017 р.)
- Юліус Евола «Повстання проти сучасного світу» (2017 р.)
- Едуард Юрченко «Вогонь Традиції» (2018 р.)

### Різне
- Валентин Долгочуб «Язичники атомного віку» (книга, 2018 р.)
- Андрій Назаренко «В лучах восходящего солнця: японский национализм и его взгляд на историю» (2018 р.)
- Вадим Новіков «Українське економічне диво» (2018 р.)
- «Nova» (перший випуск археофутуристичного альманаху, 2017 р.)

## Цікаві факти

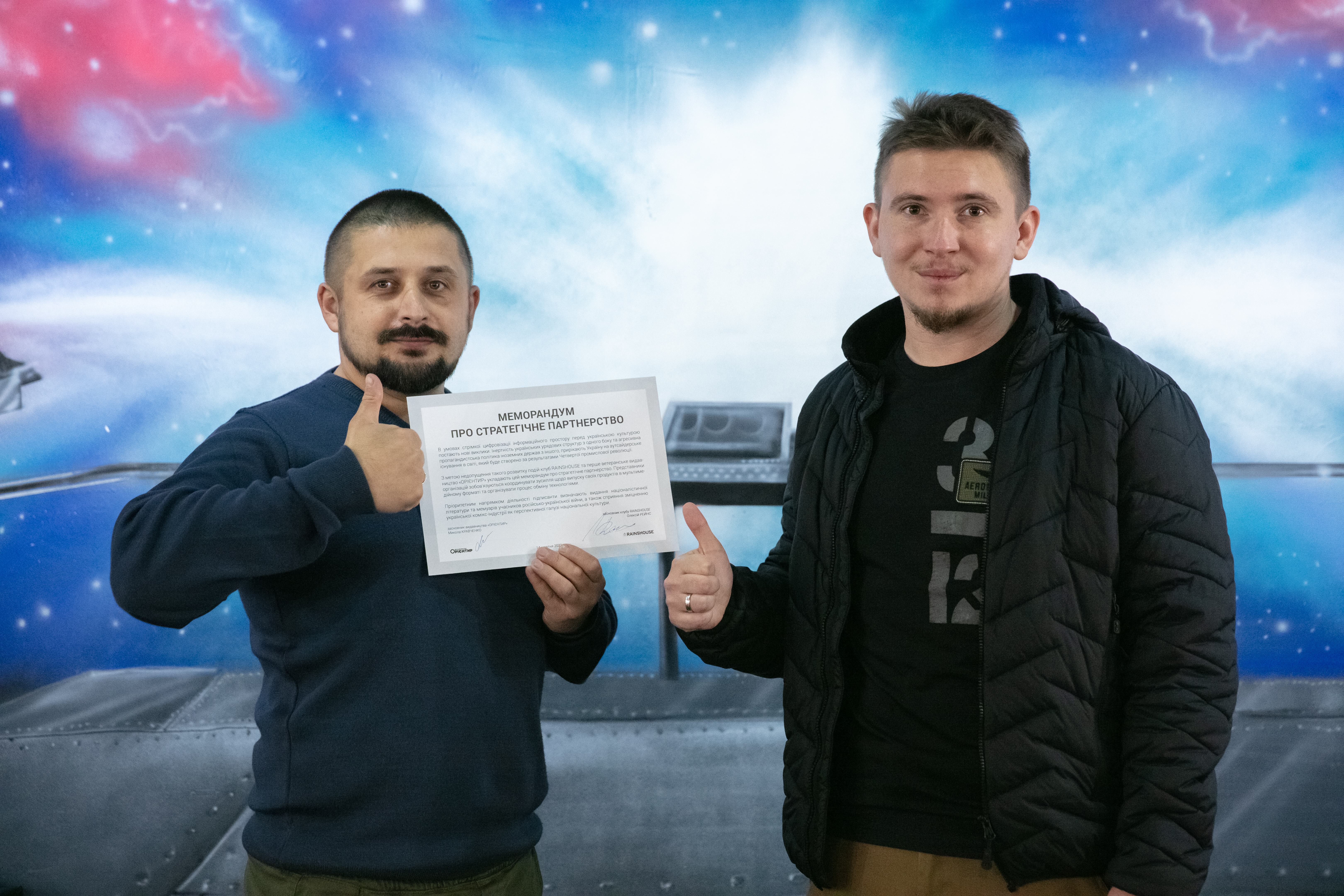
Меморандум ОРІЄНТИР-RAINSHOUSE. Підписанти-засновники проектів видавництво «ОРІЄНТИР» (Микола Кравченко) та клуб RAINSHOUSE (Олексій Рейнс). Київ, Святошино, 14 Жовтня 2021

- «Орієнтир» є першим видавництвом, яке засноване ветеранами АТО (2015 рік)
- У червні 2016 році опублікована видавництвом «Орієнтир» книга «Українське економічне диво» за авторством Вадима Новікова стала лауреатом конкурсу «Найкраща книга виставки-форуму» (Одеського книжкового форуму) в номінації «наукове видання»
- У серпні 2019 року у видавництві «Орієнтир» вперше під єдиною обкладинкою були опубліковані твори ідеолога ОУН Ореста Чемеринського, який писав під псевдонімом «Ярослав Оршан»
- У жовтні 2021 року засновник видавництва «Орієнтир» Микола Кравченко та засновник клубу RAINSHOUSE Олексій Рейнс підписали стратегічний меморандум про співпрацю[2]. Згідно з документом «ОРІЄНТИР-RAINSHOUSE»[3] обидві компанії обіцяють спільно розвивати ринок електронних книг в Україні. За анонсами, всі книги та подальші комікси видавництва «Орієнтир» повинні з'явитись[3] в продажу на сайті www.rainshouse.com [Архівовано 7 грудня 2021 у Wayback Machine.]Меморандум ОРІЄНТИР-RAINSHOUSE. Підписанти-засновники проектів видавництво «ОРІЄНТИР» (Микола Кравченко) та клуб RAINSHOUSE (Олексій Рейнс). Київ, Святошино, 14 Жовтня 2021

## Інформаційні ресурси видавництва
- офіційний сайт видавництва — https://orientirbooks.com/ [Архівовано 22 січня 2020 у Wayback Machine.]
- сторінка видавництва в соціальній мережі facebook — https://www.facebook.com/orientyr.book/